# 圣伊丽莎白医院
聖伊莉莎白醫院（英語：St. Elizabeths Hospital）是位於美國首都華盛頓哥倫比亞特區東南部的一家精神病醫院，由華盛頓哥倫比亞特區精神衛生部運營。它於1855年開業，當時名為政府精神病醫院，是美國第一家由聯邦政府經營的精神病醫院。聖伊莉莎白醫院在20世紀50年代收治了8,000多名患者，擁有功能齊全的內外科部門、護理學院、經認可的精神科實習醫師和住院醫師。其院區於1990年被指定為國家歷史名勝。
自2010年以來，聖伊莉莎白醫院的看診功能僅限於由華盛頓哥倫比亞特區精神衛生部運營的東院區部分。東院區的其餘部分將由華盛頓哥倫比亞特區進行重建。西院區則移交給美國國土安全部作為其總部及其附屬機構。道格拉斯·A·芒羅海岸警衛隊總部大樓也位於此院區，數百名海岸警衛隊人員於此備勤。
院區內並設有聖伊莉莎白醫院東墓地和西墓地。從1856年開始，西院區約有大約450個南北戰爭退伍軍人的墳墓和數量不詳的平民墳墓。1873年，佔地四分之三英畝的西院區墓地被認為已滿，因此院方在東院區開闢了一個新的墓地。在接下來的120年裡，東院區佔地9英畝的墓地安葬了大約2,050名軍人和3,000名平民。
直到1987年，聖伊莉莎白醫院一直由美國衛生及公共服務部管轄。當時，其東院區的所有權由聯邦政府移交給華盛頓哥倫比亞特區。